# Ira Fabian
Charles Ira Fabian (geb. 3. Juni 1964) ist ein ehemaliger antiguanischer Radrennfahrer. Er trat bei den Olympischen Sommerspielen 1988 in Seoul an. Im Wettbewerb Sprint kam er auf Platz 25.